# 4 Your Soul
4 Your Soul is een Duitse band van muzikanten, wiens repertoire vooral uit nummers bestaat uit de bereiken soul en jazz. De band werd in 1999 geformeerd voor een benefietconcert. Toen bestond de band uit zes leden.

## Bezetting
Huidige bezetting
- Edo Zanki (zang)
- Cae Gauntt (zang)
- Sandie Wollasch (zang)
- Kamary Phillips (zang)
- Tommy Baldu (percussie)
- Florian Sitzmann (keyboards)

Voormalige bezetting
- Xavier Naidoo (zang)
- Bo Heart (zang, keyboards)
- Lisa Cash (zang)
- Pat Appleton (zang)
- Danyelle Vanes (zang)

## Discografie
- 2001: 4 your Soul
- 2005: Live at Billy Blues